# Universität der Bundeswehr München
Die Universität der Bundeswehr München (UniBw M), bis 1985 Hochschule der Bundeswehr München, ist eine Hochschule und obere Bundesbehörde im Geschäftsbereich des Bundesministeriums der Verteidigung. Sie wurde 1973 auf Bestreben des damaligen Bundesministers der Verteidigung, Helmut Schmidt, unter dem Namen „Hochschule der Bundeswehr München“ gegründet und ist eine von zwei Universitäten der Bundeswehr, die die Bundeswehr zur akademischen Ausbildung ihrer Offizieranwärter und Offiziere eingerichtet hat. Mittlerweile studieren darüber hinaus auch zivile Studierende an der Hochschule. Als Besonderheit verfügt die Universität der Bundeswehr München neben den universitären Fakultäten zusätzlich über einen kleineren Fachhochschulbereich.

## Geschichte
Zusammen mit der heutigen Helmut-Schmidt-Universität/Universität der Bundeswehr Hamburg wurde die Universität der Bundeswehr München als eine der beiden Universitäten der Bundeswehr zur Ausbildung des Offiziernachwuchses 1973 eingerichtet. Die Schaffung der Bundeswehr-Universitäten ging auf einen Beschluss des Bundestages von 1972 zurück. Als Liegenschaft dient bis heute das Gelände der ehemals dort angesiedelten Offizierschule der Luftwaffe bzw. der Fachhochschule der Luftwaffe in Neubiberg, des ehemaligen Fliegerhorsts Neubiberg.
Bei Gründung hatte die Münchner Hochschule der Bundeswehr sechs Fakultäten und drei Fachbereiche; 1978 kam die Fakultät für Sozialwissenschaften hinzu. Die Hochschule war Angehörigen der Bundeswehr vorbehalten. Im Jahr 1980 erhielt die Einrichtung das Promotionsrecht; 1981 folgte schließlich die volle staatliche Anerkennung und ihr wurde das Habilitationsrecht verliehen. 1985 wurde die Hochschule umbenannt und heißt fortan „Universität der Bundeswehr München“.
2000 führte ein Erlass zu den Rahmenbedingungen der Universität zu Modernisierungen in Struktur und Organisation. Ein Jahr später nahmen die ersten weiblichen Offiziere und Offiziersanwärterinnen ihr Studium an der Universität auf (zunächst Luftwaffe und Marine, seit 2004 auch Heer). Durch die Änderung des Bayerischen Hochschulgesetzes wurde es im gleichen Jahr für zivile Studenten möglich, an der Universität der Bundeswehr München zu studieren.
Seit dem Wintertrimester 2010 sind die Studiengänge der Universität im Zuge des Bologna-Prozesses auf Bachelor und Master umgestellt. Die Universität besteht aus einem universitären Bereich und dem Hochschulbereich für Angewandte Wissenschaften (HAW). Derzeit werden 16 Bachelor- und 14 Masterstudiengänge angeboten, die staatlich anerkannt und akkreditiert sind.
2011 wurde die Studentenzeitschrift der Bundeswehrhochschule laut Süddeutscher Zeitung durch drei Studenten „zur Plattform für rechte Thesen umfunktioniert“. Mitarbeiter der UniBw M befürchteten, „dass versucht wird, die Zeitung des Studentischen Konvents mit der politischen Agenda der Neuen Rechten zu durchdringen“. Der Militärische Abschirmdienst nahm interne Ermittlungen auf. Über Konsequenzen ist nichts bekannt.
Im Mai 2017 wurde im Zusammenhang mit dem terrorverdächtigen Soldaten der deutsch-französischen Brigade bekannt, dass der Militärische Abschirmdienst gegen vier Studenten der Bundeswehr-Universität ermittelt, weil sie Verbindungen zur als rechtsextremistisch eingestuften „Identitären Bewegung“ haben sollen. Der MAD hatte Bezüge aktiver und ehemaliger Studenten der Universität zu rechtsextremen Soldaten im Umfeld des Offiziers Franco A. geprüft. Dabei stieß der MAD auf eine mögliche Verbindung zu einem Studenten der Neubiberger Hochschule. Dieser und ein weiterer Offiziersanwärter fielen durch vermeintliche antisemitische und nazistische Parolen auf und wurden daraufhin Ende Mai 2017 aus dem Dienst entfernt.

## Studium
Die an der UniBw M erworbenen akademischen Grade sind zivil anerkannt, da das Studium nach den Regelungen des Bayerischen Hochschulgesetzes stattfindet. Jedoch ist das Studium in Trimestern, statt in Semestern gegliedert, um die zeitlichen Vorgaben der Bundeswehr zu erfüllen und das Erreichen eines Bachelor-Abschlusses nach regelmäßig drei Jahren bzw. des Master-Abschlusses im Intensivstudium für besonders leistungsfähige Studenten nach regelmäßig vier Jahren zu ermöglichen. Seit dem Herbsttrimester 2010 sind alle Studiengänge auf Bachelor und Master umgestellt. Beim Intensivstudium werden mehr Module absolviert, sodass die erreichbare Zahl an ECTS-Punkten bei 75 pro Jahr liegt. Weiterhin ist zu erwähnen, dass die Universität das Habilitations- und Promotionsrecht besitzt und hier hauptsächlich externen wissenschaftlichen Nachwuchs ausbildet. Die akademisch besten militärischen Studienabsolventen erhalten allerdings teilweise das Angebot, nach zwei bis drei Jahren Dienst in der Truppe als wissenschaftlicher Mitarbeiter zeitweise an die Universität zurückzukehren oder als externer Doktorand zu promovieren.
Neben dem grundständigen Studium als ein Teil der Offiziersausbildung werden seit 2008 am universitätsinternen Weiterbildungsinstitut casc (campus advanced studies center) gemeinsam mit Professorinnen und Professoren der Universität und externen Kooperationspartnern weiterbildende Studienprogramme und Zertifikatskurse entwickelt. Neben Forschung und Lehre ist der Bereich wissenschaftliche Weiterbildung das dritte Standbein und bildet die Schnittstelle zwischen Bundeswehr, Industrie, Wirtschaft und Universität. Zielgruppen der berufsbegleitenden Programme sind zivile Fach- und Führungskräfte aus Industrie und Wirtschaft, in Behörden auf Bundes-, Landes- und kommunaler Ebene sowie Bundeswehrangehörige und ausscheidende Zeitoffiziere und -soldaten. Einen Antrag auf Förderung der Weiterbildung, insbesondere in den letzten beiden Dienstjahren, kann ein Soldat auf Zeit (SaZ) beim Berufsförderdienst der Bundeswehr stellen. Die weiterbildenden Studienprogramme sind staatlich anerkannt und akkreditiert. Alle sind modular aufgebaut und mit einem ECTS-Leistungspunktesystem unterlegt. Sie entsprechen den Vorgaben der Kultusministerkonferenz für modularisierte Studiengänge sowie dem Bayerischen Hochschulgesetz. Beim sogenannten Modulstudium schließt der Studierende das Modul, das sich über ein Trimester erstreckt, mit einem Hochschulzertifikat der Universität der Bundeswehr München ab. Die Studienprogramme sind größtenteils im blended learning-Format konzipiert: Präsenzphasen wechseln mit Fernlernphasen (webbasierte Lehr- und Lernplattform) ab. Das Studienangebot umfasst derzeit sechs Bachelor- und Masterstudiengänge: Wirtschaftsingenieurwesen (B.Eng.), Systems Engineering (M.Sc.), Personalentwicklung (M.A.), MBA Public Management und MBA International Management sowie mehrere Zertifikatsprogramme. Der englischsprachige Master-Studiengang International Security Studies (M.A.) wird in Kooperation mit dem George C. Marshall European Center for Security Studies in Garmisch-Partenkirchen durchgeführt. Mit dem Programm werden internationale Studierende (insbesondere aus militärischen Einrichtungen) zu Sicherheitsexperten ausgebildet. Es ist ein deutsch-amerikanisches Kooperationsprojekt von Bundesministerium für Verteidigung/Uni der Bundeswehr mit casc, US Department of Defense, US European Command.
Die militärischen Studierenden beziehen Gehälter entsprechend der Bundesbesoldungsordnung nach den Besoldungsgruppen A5 bis A9, abhängig vom Dienstgrad, und es fallen keine Studiengebühren an.
In ihrer jüngeren Vergangenheit befand sich die Universität in einer Überlastsituation: 2006 wurde die Heeresoffizierausbildung vor dem Studium von vormals 36 Monate auf derzeit 15 Monate verkürzt. Daher haben in den Jahren 2007 und 2008 jeweils doppelte Jahrgänge ihr Studium aufgenommen, sodass die Studentenzahl zwischenzeitlich auf rund 4.000 angestiegen war. Die Universität wirkte dieser Belastung unter anderem durch den Neubau mehrerer Wohnblöcke entgegen. Seit Ende 2011 weicht diese Überlastsituation schrittweise einer Normalbelastung, da der erste doppelte Jahrgang das Master- und Diplomstudium beendet hat. Darüber hinaus ist absehbar, dass es, bedingt durch die drastische Reduzierung der Einstellungszahlen in der Laufbahn der Offiziere des Truppendienstes im Rahmen der aktuell stattfindenden Strukturreform, in naher Zukunft zu einer Unterlastsituation kommen wird.
Mit Blick auf die Qualität des Studiums platziert sich die Universität in nationalen Rankings (CHE, Focus usw.) meist im Mittelfeld sowie bei einigen technischen Studiengängen (wie z. B. Bauingenieur- und Vermessungswesen) an der Spitze. Die sehr guten Studienbedingungen bescherten der Universität Spitzenplatzierungen bei diesen Kriterien.
In internationalen Rankings wie THE, ARWU oder HEEACT ist die Universität in der Regel nicht vertreten.
Die Universität ist als Campus-Universität angelegt. Alle Einrichtungen der Universität wie auch die Wohngebäude der Studenten befinden sich auf dem Universitätsgelände.

## Studentenschaft

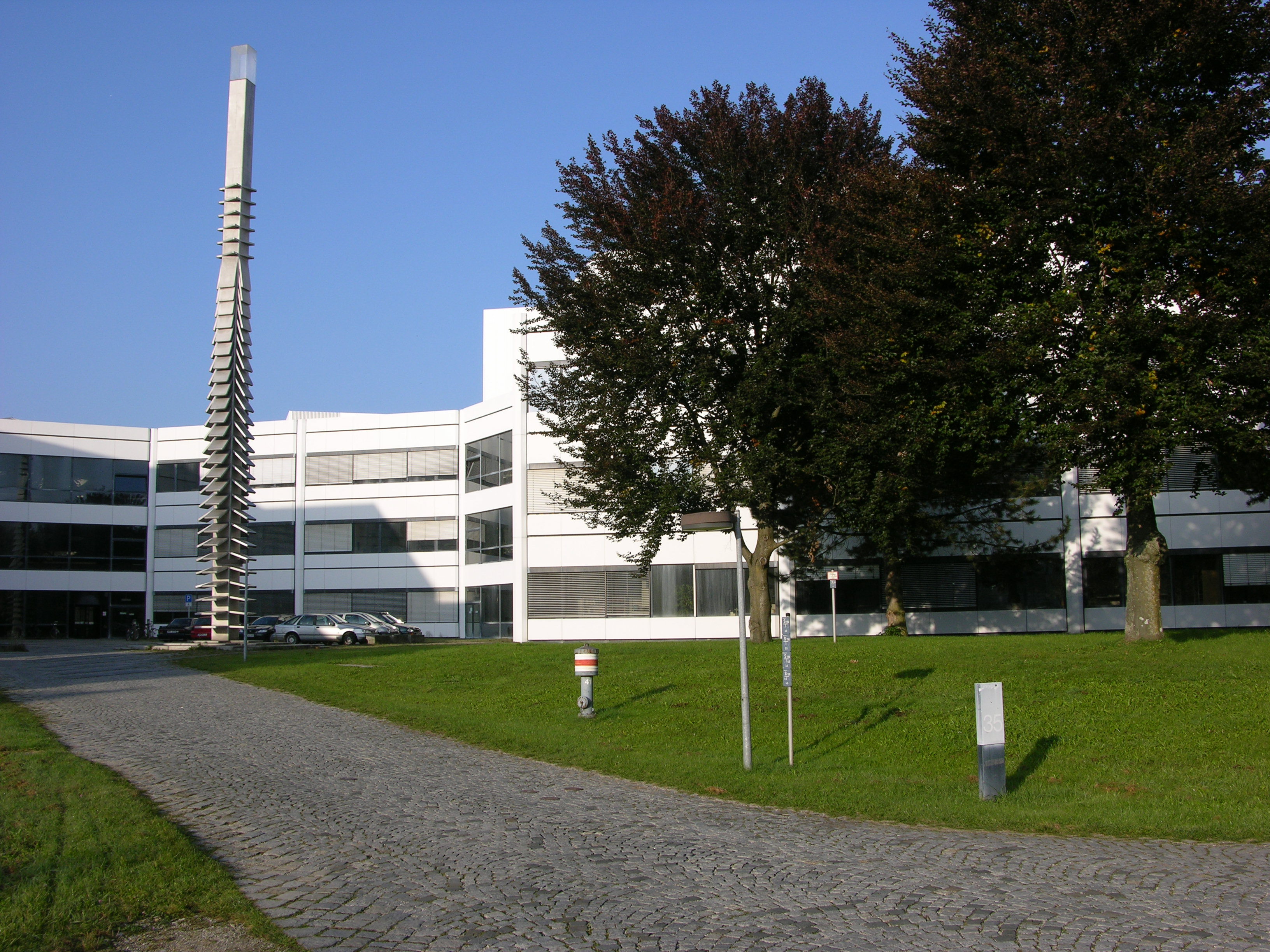
Universitätsbibliothek, Hauptgebäude. Die 23,5 Meter hohe Stele aus Edelstahl links im Bild wurde ca. 1977 von Heinz Mack geschaffen und trägt den Titel „Skulptur für den Himmel“.

Die UniBw M steht im Allgemeinen Soldaten zur Verfügung, die Offiziere und Offiziersanwärter der Bundeswehr sind. In den grundständigen Studiengängen studieren derzeit rund 3500 Studenten, davon 400 Frauen.
Seit Anbeginn des Lehrbetriebs gibt es Kooperationsabkommen mit befreundeten Staaten. So absolvieren etwa 50 Austauschoffiziere ausländischer Streitkräfte ihr Studium in München. Daneben sind auch zivile Studenten sowie Gastwissenschaftler und -professoren im Rahmen von Partnerschaftsabkommen an der Universität. Seit 2002 studiert eine geringe Anzahl deutscher ziviler Studenten, im Jahr 2019 beispielsweise 270, an der Universität. Ihr Studium wird durch ihren zukünftigen Arbeitgeber, meist große Unternehmen aus Industrie und Versicherungswirtschaft, finanziert; sie studieren vorwiegend in den wirtschaftswissenschaftlichen und technischen Studiengängen. Ebenso studieren einige zivile Anwärter der Bundeswehr in den Studiengängen Wehrtechnik und Digitale Verwaltung.
Neben Kooperationspartnern aus der freien Wirtschaft qualifizieren auch andere Behörden wie der Bundesnachrichtendienst (BND) oder das Bundesamt für Verfassungsschutz (BfV) Mitarbeiter z. B. im Rahmen des Studiengangs Intelligence and Security Studies weiter. Ebenso bildet die ZITiS Mitarbeiter in Informatik und Cyber-Sicherheit weiter.

## Forschung
Die Universität ist vornehmlich auf die akademische Ausbildung der Offiziere und Offizieranwärter der Bundeswehr ausgerichtet, führt jedoch wie andere Hochschulen auch Forschung durch und steht dabei im Wettbewerb zu anderen Universitäten.
Forschungsgelder werden neben staatlichen Stellen (z. B. Bundesministerium der Verteidigung ca. 20 Prozent, Bundesministerium für Bildung und Forschung (BMBF) 13 Prozent) auch aus der Industrie (24 Prozent) oder von der Deutschen Forschungsgemeinschaft (DFG) gewonnen. 2002 bis 2006 betrug das Drittmittelaufkommen 41,4 Millionen Euro.
Bekannte Forschungs- und Arbeitsbereiche der Universität sind beispielsweise die Beteiligung an der Entwicklung des Geopositionssystems Galileo oder die Entwicklung selbstfahrender Autos. Die Universität der Bundeswehr München war an den Exzellenzclustern Cognition for Technical Systems und Munich-Centre for Advanced Photonics beteiligt.
Die Universität richtet auch regelmäßig wissenschaftliche Fachtagungen, Kongresse und Messen aus.
Neben der Forschung an den Fakultäten bestehen zur Profilierung der Forschungskompetenzen bestehen mehrere Forschungsinstitute, -zentren und -initiativen:
- Forschungsinstitut Cyber Defence (CODE)
- Forschungszentrum Military Aviation Research Center (MARC)
- Forschungszentrum Mobilität und regenerative Energien (MORE)
- Forschungszentrum Risiko, Infrastruktur, Sicherheit und Konflikt (RISK)
- Forschungszentrum Integrated Sesond Systems (SENS)
- Forschungszentrum Smart Digital Health (SMADH)
- Forschungszentrum Space (SPACE)
- Forschungsinitiative Individuum und Organisation in der digitalisierten Gesellschaft (INDOR)

Als ständige Einrichtung in Form eines An-Instituts ist in der Universität ferner das Institut für Technik Intelligenter Systeme (ITIS e. V.) angesiedelt. Zudem gibt es ein Center for Intelligence & Securitiy Studies (CISS)

## Fakultäten
- Universitärer Bereich

Wappen der Universität der Bundeswehr München

- Fakultät für Bauingenieurwesen und Umweltwissenschaften (BAU)
- Fakultät für Elektrische Energiesysteme und Informationstechnik (EIT)
- Fakultät für Informatik (INF)
- Fakultät für Luft- und Raumfahrttechnik (LRT)
- Fakultät für Humanwissenschaften (HUM)
- Fakultät für Staats- und Sozialwissenschaften (SOWI)
- Fakultät für Wirtschafts- und Organisationswissenschaften (WOW)

Der Studiengang Wirtschaftsinformatik wird von den Fakultäten für Informatik und WOW gemeinsam angeboten.
Der Studiengang Mathematical Engineering wird von den Fakultäten für EIT, LRT, Bau und Informatik gemeinsam angeboten.
- Fachhochschulbereich

- Fakultät für Betriebswirtschaft (BW)
- Fakultät für Elektrotechnik und Technische Informatik (ETTI)
- Fakultät für Maschinenbau (MB)

## Präsidentinnen und Präsidenten
- 1973–1974: Gerhard Wachter (kommissarisch)
- 1974–1982: Horst von Engerth
- 1982–1987: Rudolf Wienecke
- 1987–1993: Jürgen von Kruedener
- 1993–1994: Rudolf Avenhaus (kommissarisch)
- 1994–2005: Hans Georg Lößl
- 2005–2022: Merith Niehuss
- seit 2023: Eva-Maria Kern[32]

## Haushalt
| Jahr | Drittmittel    | Einzelplan 14 Verteidigung | Gesamt         |
| ---- | -------------- | -------------------------- | -------------- |
| 1998 | 8,9 Mio. Euro  | 11,6 Mio. Euro             | 20,5 Mio. Euro |
| 1997 | 8,4 Mio. Euro  | 11,9 Mio. Euro             | 20,3 Mio. Euro |
| 1996 | 8,5 Mio. Euro  | 11,1 Mio. Euro             | 19,6 Mio. Euro |
| 1995 | 8,3 Mio. Euro  | 11,2 Mio. Euro             | 19,5 Mio. Euro |
| 1994 | 9,1 Mio. Euro  | 10,5 Mio. Euro             | 19,6 Mio. Euro |
| 1993 | 10,2 Mio. Euro | 10,9 Mio. Euro             | 21,1 Mio. Euro |
| 1992 | 8,3 Mio. Euro  | 10,8 Mio. Euro             | 19,1 Mio. Euro |
| 1991 | 9,3 Mio. Euro  | 10,2 Mio. Euro             | 19,5 Mio. Euro |
| 1990 | 7,9 Mio. Euro  | 12,1 Mio. Euro             | 20,0 Mio. Euro |

## Bibliotheken
Von 1978 bis 1984 beherbergte die Hochschule die Bayerische Armeebibliothek. Die Universitätsbibliothek der Universität der Bundeswehr München unterstützt die Lehre und Forschung der Hochschule.

## Sonstiges

### Zugangsregelungen
Bei dem Campusgelände sowie den Wohnbereichen handelt es sich um einen militärischen Sicherheitsbereich; das bedeutet, dass das Betreten durch Nicht-Angehörige der Streitkräfte bzw. der Universität nicht gestattet ist. Es kann jedoch geduldet werden, z. B. zum Besuch der Universitätsbibliothek. Diese Erlaubnis kann jederzeit, etwa bei Inkrafttreten einer höheren Alarmstufe, widerrufen werden.
Auf dem Universitätsgelände befinden sich weiterhin eine Mensa, bei dem Soldaten Vollverpflegung zu Kosten der Truppenverpflegung einnehmen können. Weiterhin eine so genannte Cafeteria, die aber ein Schnellrestaurant mit Alkoholausschank ist sowie ein kleiner Uni-Laden.

### Trivia
Hans Orterer, der ehemalige Chef des Luftwaffenmusikkorps 1, komponierte im Jahr 1999 für die Universität auf deren Bitte einen eigenen Truppenmarsch mit dem Titel Alma Mater.